# Gillian Clark
Pour les articles homonymes, voir Clark.
Gillian Margaret Clark, née le 2 septembre 1961 à Bagdad, est une joueuse de badminton anglaise.

## Carrière
Elle remporte aux Championnats du monde de badminton 1983 la médaille de bronze en double dames et aux Championnats du monde de badminton 1993 la médaille de bronze en double mixte. Elle est médaillée d'or en double dames aux Championnats d'Europe de badminton 1982, aux Championnats d'Europe de badminton 1984 et aux Championnats d'Europe de badminton 1986, médaillée d'or en double mixte et médaillée d'argent en double dames aux Championnats d'Europe de badminton 1988 et médaillée de bronze en double mixte aux Championnats d'Europe de badminton 1984 et en double dames aux Championnats d'Europe de badminton 1990 et aux Championnats d'Europe de badminton 1994.
Elle participe au tournoi de double dames des Jeux olympiques d'été de 1992, où elle est éliminée en quarts de finale.